# Le Métal perdu
Le Métal perdu (titre original : The Lost Metal) est un roman de fantasy de Brandon Sanderson, paru en 2022 aux États-Unis puis en 2024 en France. Il s'agit du quatrième et dernier livre de la série Wax et Wayne et le septième de la série Fils-des-brumes. Il est précédé par Les Bracelets des Larmes  en 2016.

## Résumé
Aujourd'hui marié, père de deux enfants et sénateur d'Élendel, Wax Ladrian n'a pourtant pas abandonné sa lutte contre le Cercle, une organisation criminelle dirigée par sa sœur Telsin. Cette organisation, impliquée dans l'enlèvement de personnes aux lignées allomanciennes et infiltrée jusque dans le Sénat, reste une menace constante. Lorsque Marasi et Wayne, deux constables parmi ses amis fidèles, découvrent dans une cache du Cercle un métal explosif appelé trellium, venu d'une autre planète, ainsi qu'un arsenal destiné à la ville de Bilming, Wax réalise qu'il doit reprendre du service. Il enfile une dernière fois son manteau de brume pour affronter sa sœur et stopper ses sombres machinations.

## Réception
Le 12 octobre 2021, GQ Australie classe Le Métal perdu dans les œuvres de fantasy les plus attendues pour l'année 2022, tous médias confondus. À sa sortie, le livre de Brandon Sanderson est deuxième dans le classement des meilleurs ventes du New York Times. Il remporte la neuvième position du Goodreads Choice Awards dans la catégorie Fantasy de 2022.